# Park Si-eun (actriz nacida en 1980)
Park Si-eun (de nacimiento Park Eun-young) es una actriz surcoreana. Ha interpretado roles importantes en dramas como It Was Love (2012) y Hold My Hand (2013).

## Vida personal
En diciembre de 2014 anunció su compromiso matrimonial con su coestrella en Pure Pumpkin Flower, Jin Tae-hyun. La pareja se casó en julio de 2015.

## Filmografía

### Serie de televisión
| Año  | Título                             | Rol                  | Red       |
| ---- | ---------------------------------- | -------------------- | --------- |
| 1998 | Kim Chang-wan's Three Tales        |                      |           |
| 1999 | School 1                           | Chae Jung-ah         | KBS2      |
| 1999 | Jump                               |                      |           |
| 2000 | Wang Rung's Land                   | Park Hwa-jung        | SBS       |
| 2000 | Nice Man                           | Lee Myung-ae         | SBS       |
| 2000 | Drama City "Under the Cherry Tree" |                      |           |
| 2000 | Virtue                             | Shin Ae-ri           | SBS       |
| 2000 | Nonstop                            |                      |           |
| 2000 | Mothers and Sisters                | Kwon Bo-ra           | MBC       |
| 2001 | Great Friends - Season 2           |                      |           |
| 2001 | Drama City "Thanks to"             |                      |           |
| 2002 | Present                            | Kyung-hee            | MBC       |
| 2002 | Hard Love                          | Jang Nan-young       | KBS2      |
| 2003 | Drama City "For Insomnia"          | Seol-hwa             | KBS2      |
| 2004 | Match Made in Heaven               | Kim Jae-sun          | MBC       |
| 2004 | The Land                           | Yoo In-shil          | SBS       |
| 2005 | Delightful Girl Choon-Hyang        | Hong Chae-rin        | KBS2      |
| 2006 | Dr. Kkang                          | Lee Hye-young        | MBC       |
| 2006 | Finding Dorothy                    | Na Kyung-joo         | MBC       |
| 2009 | The Iron Empress                   | Reina Wonjeong       | KBS2      |
| 2010 | Pure Pumpkin Flower                | Oh Sa-ra             | SBS       |
| 2011 | Hooray for Love                    | Nam Ji-eun (cameo)   | MBC       |
| 2011 | Just Like Today                    | Moon Hee-joo         | MBC       |
| 2012 | Father Is Sorry                    | Hye-ri               | TV Chosun |
| 2012 | Dear You                           | Kang Myung-jin       | jTBC      |
| 2012 | It Was Love                        | Han Yoon-jin         | MBC       |
| 2013 | Hold My Hand                       | Han Yeon-soo         | MBC       |
| 2014 | Everybody, Kimchi!                 | Han Yoon-jin (cameo) | MBC       |
| 2016 | Moon Lovers: Scarlet Heart Ryeo    | Myung/Lady Hae       | SBS       |

### Espectáculo de variedades
| Año  | Título                        | Red | Notas              |
| ---- | ----------------------------- | --- | ------------------ |
| 2012 | La ley de la Selva en Vanuatu | SBS | Miembro del elenco |

### Vídeos musicales
| Año  | Título            | Artista        |
| ---- | ----------------- | -------------- |
| 1998 | "Hero"            | Choi Chang-min |
| 2007 | "Invisible Tears" | Monday Kiz     |
| 2013 | "Fly to the Sky"  | Sohyang        |
| 2014 | "Draw"            | Sookhee        |